# Grupul M81
Grupul M81 este un grup de galaxii al cărui centru este situat în constelația Ursa Mare, la circa 11,8 milioane de ani-lumină (3,6 Mpc) de Calea Lactee. Mai mult de treizeci de galaxii au fost identificate în acest grup, între care M81 și M82 sunt cele mai notabile, precum și alte câteva cu magnitudine aparentă semnificativă.Masa totală a acestui grup este estimată la (1,03 ± 0,17)×1012 M☉, adică un pic mai puțin decât Galaxia Andromeda. Este grupul de galaxii cel mai aproape de Grupul Local, ansamblul făcând parte din Super-roiul de Galaxii din Fecioara.
Galaxiile M81, M82 și NGC 3077 sunt în interacțiune gravitațională strânsă între ele provocând formarea unor filamente de hidrogen atomic (Regiunea HI) între aceste galaxii cât și prăbușirea gravitațională de gaz interstelar în centrul galaxiilor M82 și NGC 3077, cauzând în acestea un început de formare stelară.

## Membri ai grupului M81
Tabelul de mai jos listează galaxii care au fost identificate ca făcând parte din M81, de I. D. Karachentsev.
| Nume               | Tip      | R.A. (J2000)  | Dec. (J2000)   | Deplasarea spre roșu (km/s) | Magnitudine aparentă |
| ------------------ | -------- | ------------- | -------------- | --------------------------- | -------------------- |
| Arp's Loop         |          | 09h 57m 32.6s | +69° 17′ 00″   | 99                          | 16.1                 |
| DDO 78             | Im       | 10h 26m 27.4s | +67° 39′ 16″   | 55 ± 10                     | 15.8                 |
| F8D1               | dE       | 09h 44m 47.1s | +67° 26′ 19″   |                             | 13.9                 |
| FM1                | dSph     | 09h 45m 10.0s | +68° 45′ 54″   |                             | 17.5                 |
| HIJASS J1021+6842  |          | 10h 21m 00.0s | +68° 42′ 00″   | 46                          | 20                   |
| HS 117             | I        | 10h 21m 25.2s | +71° 06′ 51″   | -37                         | 16.5                 |
| Holmberg I         | IAB(s)m  | 09h 40m 32.3s | +71° 10′ 56″   | 139 ± 0                     | 13.0                 |
| Holmberg II        | Im       | 08h 19m 05.0s | +70° 43′ 12″   | 142 ± 1                     | 11.1                 |
| Holmberg IX        | Im       | 09h 57m 32.0s | +69° 02′ 45″   | 46 ± 6                      | 14.3                 |
| IC 2574            | SAB(s)m  | 10h 28m 23.5s | +68° 24′ 44″   | 57 ± 2                      | 13.2                 |
| IKN                |          | 10h 08m 05.9s | +68° 23′ 57″   |                             | 17.0                 |
| KKH 57             | dSph     | 10h 00m 16.0s | +63° 11′ 06″   |                             | 18.5                 |
| Messier 81         | SA(s)ab  | 09h 55m 33.2s | +69° 03′ 55″   | -34 ± 4                     | 6.9                  |
| Messier 81 Dwarf A | I        | 08h 23m 56.0s | +71° 01′ 45″   | 113 ± 0                     | 16.5                 |
| Messier 82         | I0       | 09h 55m 52s   | +69° 40′ 47″   | 203 ± 4                     | 9.3                  |
| NGC 2366           | IB(s)m   | 07h 28m 54.7s | +69° 12′ 57″   | 80 ± 1                      | 11.4                 |
| NGC 2403           | SAB(s)cd | 07h 36m 51.4s | +65° 36′ 09″   | 131 ± 3                     | 8.9                  |
| NGC 2976           | SAc pec  | 09h 47m 15.5s | +67° 54′ 59″   | 3 ± 5                       | 10.8                 |
| NGC 3077           | I0 pec   | 10h 03m 19.1s | +68° 44′ 02″   | 14 ± 4                      | 10.6                 |
| NGC 4236           | SB(s)dm  | 12h 16m 42s   | +69° 27′ 45″   | 0 ± 4                       | 10.1                 |
| PGC 28529          | Im       | 09h 53m 48.5s | +68° 58′ 08″   | -40                         | 17.1                 |
| PGC 28731          | dE       | 09h 57m 03.1s | +68° 35′ 31″   | -135 ± 30                   | 15.6                 |
| PGC 29231          | dE       | 10h 04m 41.1s | +68° 15′ 22″   |                             | 16.7                 |
| PGC 31286          | dSph     | 10h 34m 29.8s | +66° 00′ 30″   |                             | 16.7                 |
| PGC 32667          | Im       | 10h 52m 57.1s | +69° 32′ 58″   | 116 ± 1                     | 14.9                 |
| UGC 4459           | Im       | 08h 34m 07.2s | +66° 10′ 54″   | 20 ± 0                      | 14.5                 |
| UGC 4483           |          | 08h 37m 03.0s | +69° 46′ 31″   | 156 ± 0                     | 15.1                 |
| UGC 5428           | Im       | 10h 05m 06.4s | +66° 33′ 32″   | -129 ± 0                    | 18                   |
| UGC 5442           | Im       | 10h 07m 01.9s | +67° 49′ 39″   | -18 ± 14                    | 18                   |
| UGC 5692           | 13.5     | 10h 30m 35.0s | +70° 37′ 07.2″ | 56 ± 3                      | 13.5                 |
| UGC 6456           | Pec      | 11h 27m 59.9s | +78° 59′ 39″   | -103 ± 0                    | 14.5                 |
| UGC 7242           | Scd      | 12h 14m 08.4s | +66° 05′ 41″   | 68 ± 2                      | 14.6                 |
| UGC 8201           | Im       | 13h 06m 24.9s | +67° 42′ 25″   | 31 ± 0                      | 12.8                 |
| UGCA 133           | Im       | 07h 34m 11.4s | +66° 53′ 10″   |                             | 15.6                 |

Rețineți că numele obiectelor folosite în tabelul de mai sus diferă de numele folosite de Karachentsev. 

Imagini ale unor galaxii din grupul M81
Galaxia M81.
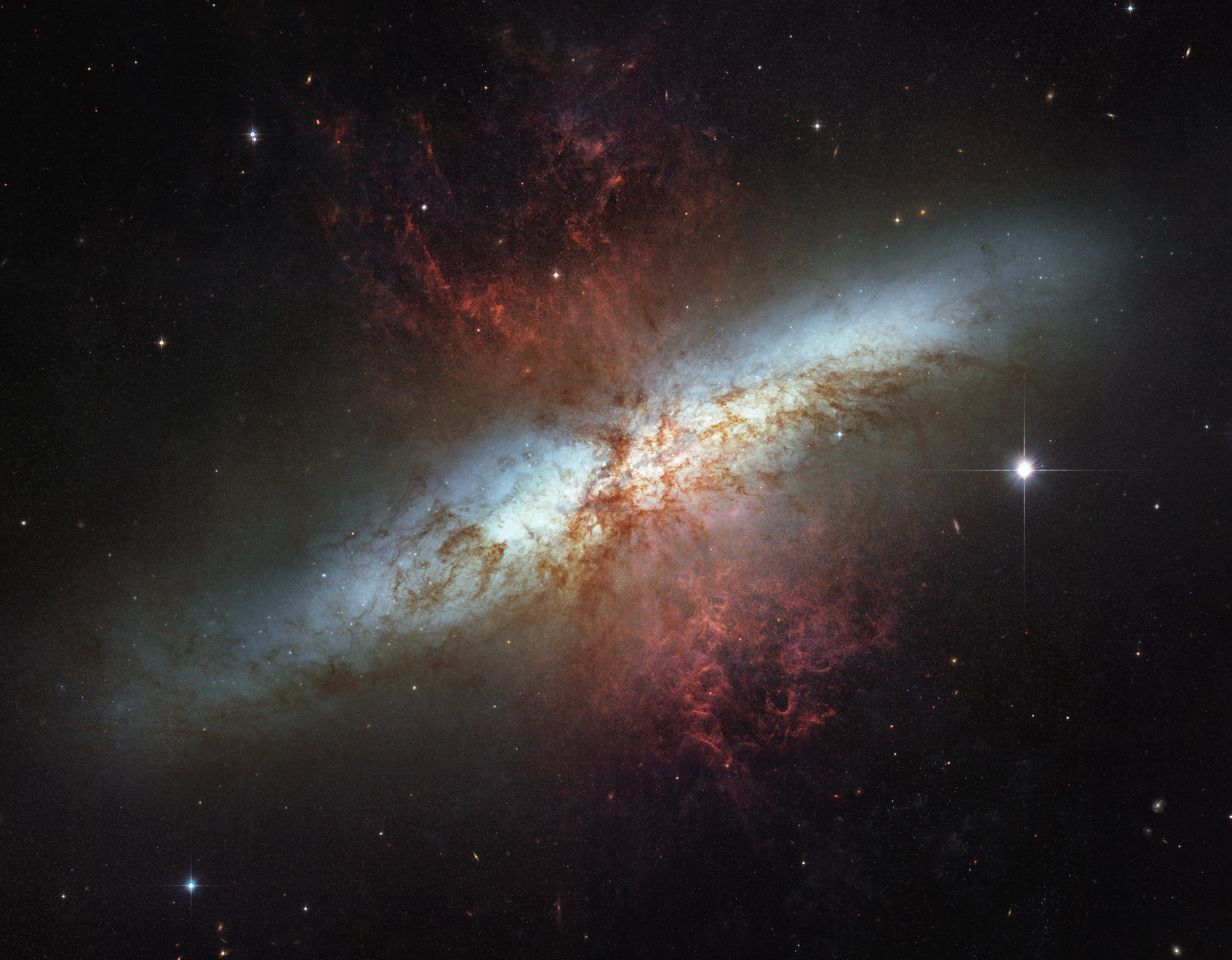
Galaxia M82.
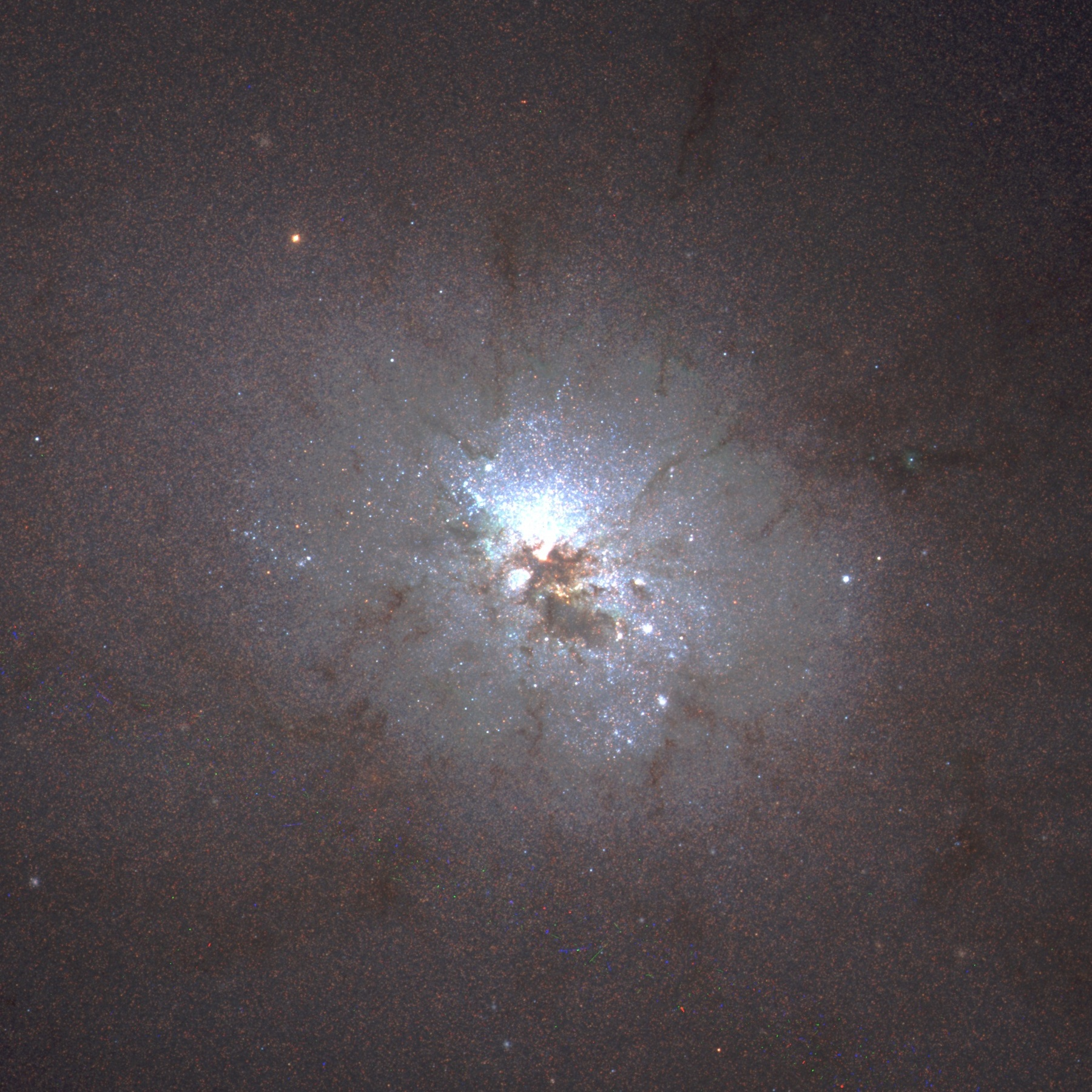
Galaxia NGC 3077.
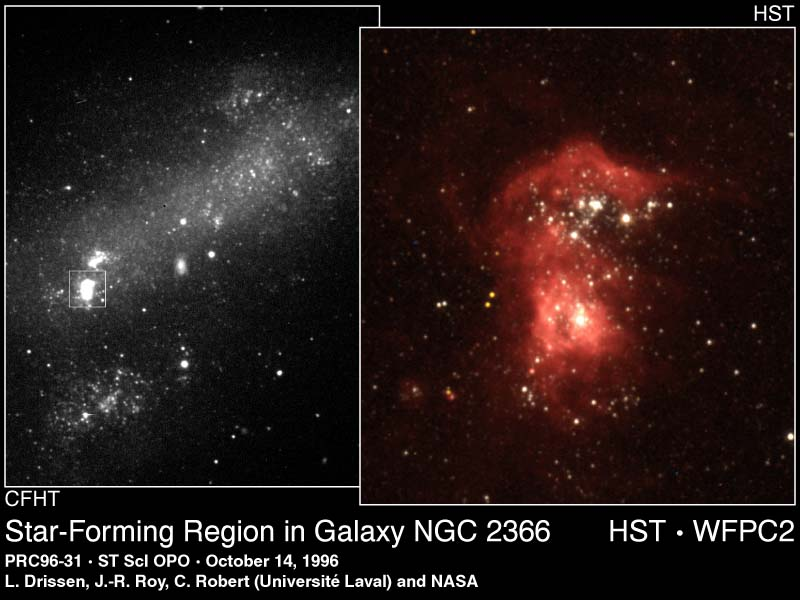
Galaxia NGC 2366.
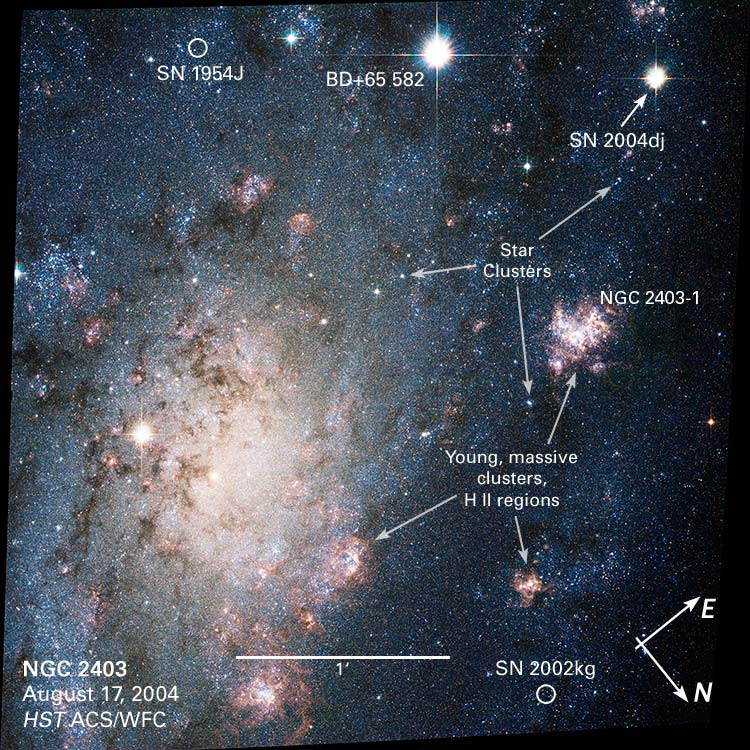
Galaxia NGC 2403.
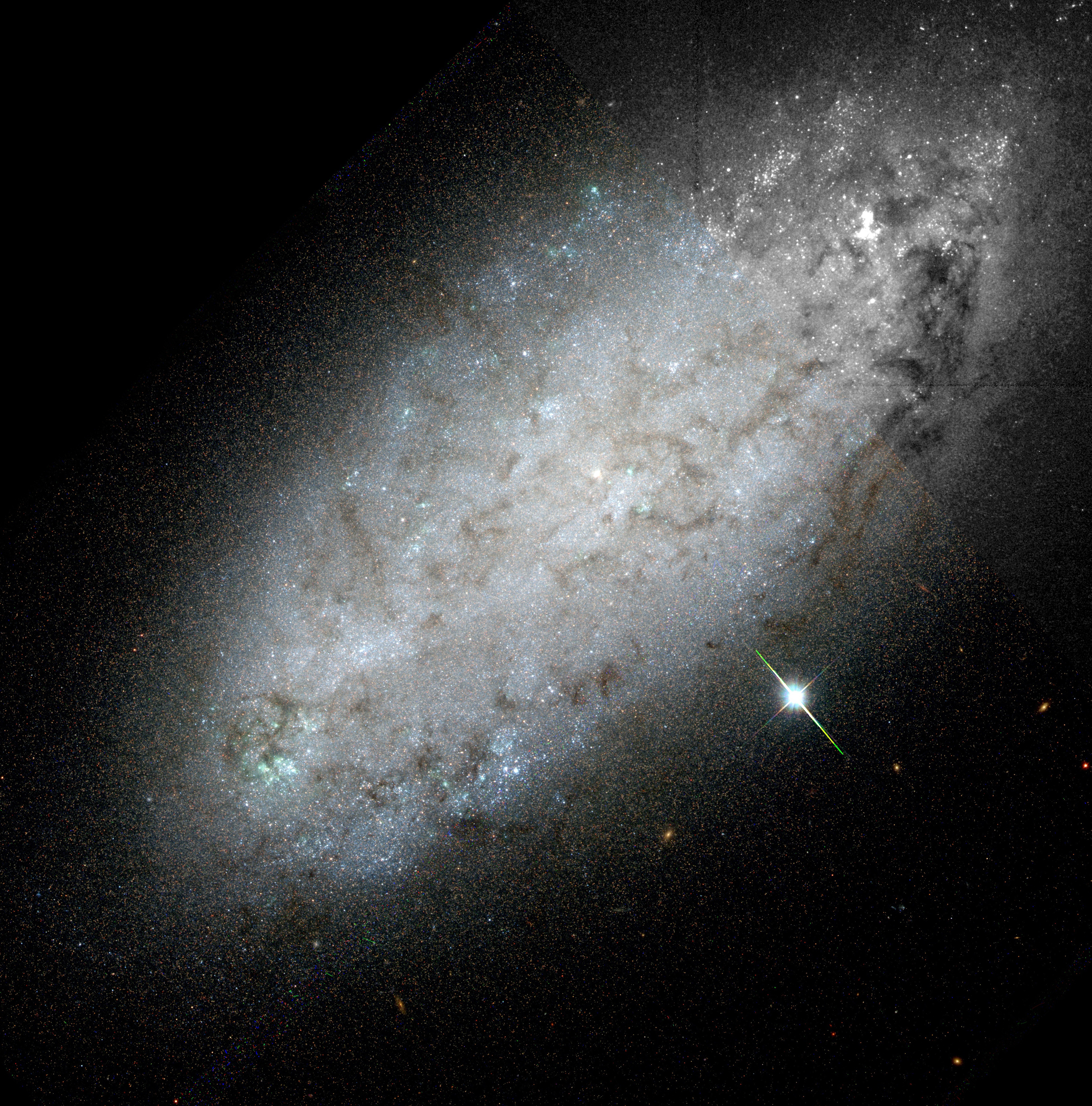
Galaxia NGC 2976.
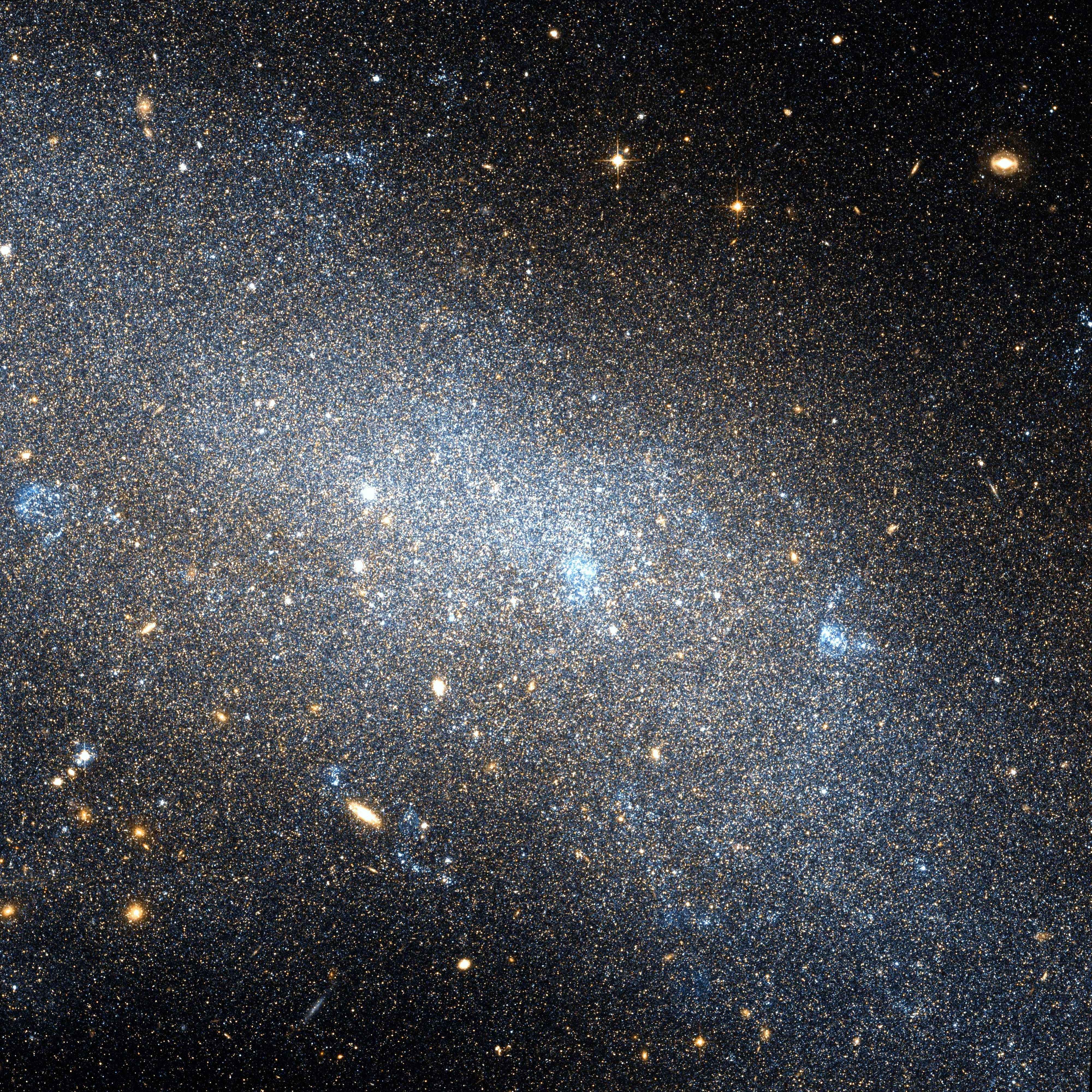
Galaxia IC 2574.